# 粗体天竺鲷
粗体天竺鲷（学名：Apogon robustus）为天竺鲷科天竺鲷属的鱼类。分布于印度尼西亚、菲律宾、日本以及中国南海等海域。该物种的模式产地在菲律宾和苏拉威西岛。